# Charczowski Hrabia
Charczewski (Charczowski) Hrabia – polski herb szlachecki, hrabiowska odmiana herbu Cholewa.

## Opis herbu
Opis z wykorzystaniem klasycznych zasad blazonowania:
W polu czerwonym między dwoma hakami srebrnymi na zewnątrz w słup krzyż ćwiekowy złoty o ostrzu srebrnym, nad którym korona złota o trzech fleuronach i dwóch perłach.
Nad tarczą korona hrabiowska, a nad nią hełm w koronie, z którego klejnot: pięć piór strusich, dwa złote między czerwonymi.
Labry czerwone podbite złotem.

## Najwcześniejsze wzmianki
Nadany z galicyjskim tytułem hrabiowskim 12 lutego 1783 braciom Michałowi i Walentemu z Charczowa Charczowskim z predykatem hoch- und wohlgeboren (wysoko urodzony i wielmożny). Podstawą nadania tytułu były sprawowane przez ojca i dziada petentów urzędy, w tym senatorskie, przeprowadzony wywód genealogiczny, domicyl w Galicji oraz patent szlachecki z 1775. Obaj petenci byli nieletni w momencie składania wniosku.

## Herbowni
Jedna rodzina herbownych:
graf in Charczowo-Charczowski (lub Charczewski).